# Glypta blandita
Glypta blandita är en stekelart som beskrevs av Dasch 1988. Glypta blandita ingår i släktet Glypta och familjen brokparasitsteklar. Inga underarter finns listade i Catalogue of Life.